# Турок (Псковська область)
Турок (рос. Турок) — присілок в Печорському районі Псковської області Російської Федерації.
Населення становить 31 особу. Входить до складу муніципального утворення Муніципальне утворення Печори.

## Історія
Від 2015 року входить до складу муніципального утворення Муніципальне утворення Печори.

## Населення
| 2001 | 2002 | 2010 |
| ---- | ---- | ---- |
| 44   | ↘38  | ↘31  |